# Матч за звання чемпіона світу із шахів 1986
Матч за звання чемпіона світу з шахів був проведений у Лондоні та Ленінграді з 28 липня по 8 жовтня 1986 року. Екс-чемпіон світу Анатолій Карпов, який втратив титул у 1985 році, міг вимагати матч-реванш. Матч відбувся у 1986 році. Чинний чемпіон Гаррі Каспаров виграв матч з рахунком 12½ — 11½ і, захистив титул чемпіона світу.
|   | a | b | c | d | e | f | g | h |   |
| 8 | f8 білий кінь · f7 чорний пішак · g7 чорний пішак · d6 білий ферзь · g6 чорний слон · h6 чорний король · f5 чорний ферзь · h5 чорний пішак · h4 білий пішак · a3 білий пішак · c3 чорний пішак · f3 білий пішак · g2 білий пішак · h2 білий король | f8 білий кінь · f7 чорний пішак · g7 чорний пішак · d6 білий ферзь · g6 чорний слон · h6 чорний король · f5 чорний ферзь · h5 чорний пішак · h4 білий пішак · a3 білий пішак · c3 чорний пішак · f3 білий пішак · g2 білий пішак · h2 білий король | f8 білий кінь · f7 чорний пішак · g7 чорний пішак · d6 білий ферзь · g6 чорний слон · h6 чорний король · f5 чорний ферзь · h5 чорний пішак · h4 білий пішак · a3 білий пішак · c3 чорний пішак · f3 білий пішак · g2 білий пішак · h2 білий король | f8 білий кінь · f7 чорний пішак · g7 чорний пішак · d6 білий ферзь · g6 чорний слон · h6 чорний король · f5 чорний ферзь · h5 чорний пішак · h4 білий пішак · a3 білий пішак · c3 чорний пішак · f3 білий пішак · g2 білий пішак · h2 білий король | f8 білий кінь · f7 чорний пішак · g7 чорний пішак · d6 білий ферзь · g6 чорний слон · h6 чорний король · f5 чорний ферзь · h5 чорний пішак · h4 білий пішак · a3 білий пішак · c3 чорний пішак · f3 білий пішак · g2 білий пішак · h2 білий король | f8 білий кінь · f7 чорний пішак · g7 чорний пішак · d6 білий ферзь · g6 чорний слон · h6 чорний король · f5 чорний ферзь · h5 чорний пішак · h4 білий пішак · a3 білий пішак · c3 чорний пішак · f3 білий пішак · g2 білий пішак · h2 білий король | f8 білий кінь · f7 чорний пішак · g7 чорний пішак · d6 білий ферзь · g6 чорний слон · h6 чорний король · f5 чорний ферзь · h5 чорний пішак · h4 білий пішак · a3 білий пішак · c3 чорний пішак · f3 білий пішак · g2 білий пішак · h2 білий король | f8 білий кінь · f7 чорний пішак · g7 чорний пішак · d6 білий ферзь · g6 чорний слон · h6 чорний король · f5 чорний ферзь · h5 чорний пішак · h4 білий пішак · a3 білий пішак · c3 чорний пішак · f3 білий пішак · g2 білий пішак · h2 білий король | 8 |
| 7 | f8 білий кінь · f7 чорний пішак · g7 чорний пішак · d6 білий ферзь · g6 чорний слон · h6 чорний король · f5 чорний ферзь · h5 чорний пішак · h4 білий пішак · a3 білий пішак · c3 чорний пішак · f3 білий пішак · g2 білий пішак · h2 білий король | f8 білий кінь · f7 чорний пішак · g7 чорний пішак · d6 білий ферзь · g6 чорний слон · h6 чорний король · f5 чорний ферзь · h5 чорний пішак · h4 білий пішак · a3 білий пішак · c3 чорний пішак · f3 білий пішак · g2 білий пішак · h2 білий король | f8 білий кінь · f7 чорний пішак · g7 чорний пішак · d6 білий ферзь · g6 чорний слон · h6 чорний король · f5 чорний ферзь · h5 чорний пішак · h4 білий пішак · a3 білий пішак · c3 чорний пішак · f3 білий пішак · g2 білий пішак · h2 білий король | f8 білий кінь · f7 чорний пішак · g7 чорний пішак · d6 білий ферзь · g6 чорний слон · h6 чорний король · f5 чорний ферзь · h5 чорний пішак · h4 білий пішак · a3 білий пішак · c3 чорний пішак · f3 білий пішак · g2 білий пішак · h2 білий король | f8 білий кінь · f7 чорний пішак · g7 чорний пішак · d6 білий ферзь · g6 чорний слон · h6 чорний король · f5 чорний ферзь · h5 чорний пішак · h4 білий пішак · a3 білий пішак · c3 чорний пішак · f3 білий пішак · g2 білий пішак · h2 білий король | f8 білий кінь · f7 чорний пішак · g7 чорний пішак · d6 білий ферзь · g6 чорний слон · h6 чорний король · f5 чорний ферзь · h5 чорний пішак · h4 білий пішак · a3 білий пішак · c3 чорний пішак · f3 білий пішак · g2 білий пішак · h2 білий король | f8 білий кінь · f7 чорний пішак · g7 чорний пішак · d6 білий ферзь · g6 чорний слон · h6 чорний король · f5 чорний ферзь · h5 чорний пішак · h4 білий пішак · a3 білий пішак · c3 чорний пішак · f3 білий пішак · g2 білий пішак · h2 білий король | f8 білий кінь · f7 чорний пішак · g7 чорний пішак · d6 білий ферзь · g6 чорний слон · h6 чорний король · f5 чорний ферзь · h5 чорний пішак · h4 білий пішак · a3 білий пішак · c3 чорний пішак · f3 білий пішак · g2 білий пішак · h2 білий король | 7 |
| 6 | f8 білий кінь · f7 чорний пішак · g7 чорний пішак · d6 білий ферзь · g6 чорний слон · h6 чорний король · f5 чорний ферзь · h5 чорний пішак · h4 білий пішак · a3 білий пішак · c3 чорний пішак · f3 білий пішак · g2 білий пішак · h2 білий король | f8 білий кінь · f7 чорний пішак · g7 чорний пішак · d6 білий ферзь · g6 чорний слон · h6 чорний король · f5 чорний ферзь · h5 чорний пішак · h4 білий пішак · a3 білий пішак · c3 чорний пішак · f3 білий пішак · g2 білий пішак · h2 білий король | f8 білий кінь · f7 чорний пішак · g7 чорний пішак · d6 білий ферзь · g6 чорний слон · h6 чорний король · f5 чорний ферзь · h5 чорний пішак · h4 білий пішак · a3 білий пішак · c3 чорний пішак · f3 білий пішак · g2 білий пішак · h2 білий король | f8 білий кінь · f7 чорний пішак · g7 чорний пішак · d6 білий ферзь · g6 чорний слон · h6 чорний король · f5 чорний ферзь · h5 чорний пішак · h4 білий пішак · a3 білий пішак · c3 чорний пішак · f3 білий пішак · g2 білий пішак · h2 білий король | f8 білий кінь · f7 чорний пішак · g7 чорний пішак · d6 білий ферзь · g6 чорний слон · h6 чорний король · f5 чорний ферзь · h5 чорний пішак · h4 білий пішак · a3 білий пішак · c3 чорний пішак · f3 білий пішак · g2 білий пішак · h2 білий король | f8 білий кінь · f7 чорний пішак · g7 чорний пішак · d6 білий ферзь · g6 чорний слон · h6 чорний король · f5 чорний ферзь · h5 чорний пішак · h4 білий пішак · a3 білий пішак · c3 чорний пішак · f3 білий пішак · g2 білий пішак · h2 білий король | f8 білий кінь · f7 чорний пішак · g7 чорний пішак · d6 білий ферзь · g6 чорний слон · h6 чорний король · f5 чорний ферзь · h5 чорний пішак · h4 білий пішак · a3 білий пішак · c3 чорний пішак · f3 білий пішак · g2 білий пішак · h2 білий король | f8 білий кінь · f7 чорний пішак · g7 чорний пішак · d6 білий ферзь · g6 чорний слон · h6 чорний король · f5 чорний ферзь · h5 чорний пішак · h4 білий пішак · a3 білий пішак · c3 чорний пішак · f3 білий пішак · g2 білий пішак · h2 білий король | 6 |
| 5 | f8 білий кінь · f7 чорний пішак · g7 чорний пішак · d6 білий ферзь · g6 чорний слон · h6 чорний король · f5 чорний ферзь · h5 чорний пішак · h4 білий пішак · a3 білий пішак · c3 чорний пішак · f3 білий пішак · g2 білий пішак · h2 білий король | f8 білий кінь · f7 чорний пішак · g7 чорний пішак · d6 білий ферзь · g6 чорний слон · h6 чорний король · f5 чорний ферзь · h5 чорний пішак · h4 білий пішак · a3 білий пішак · c3 чорний пішак · f3 білий пішак · g2 білий пішак · h2 білий король | f8 білий кінь · f7 чорний пішак · g7 чорний пішак · d6 білий ферзь · g6 чорний слон · h6 чорний король · f5 чорний ферзь · h5 чорний пішак · h4 білий пішак · a3 білий пішак · c3 чорний пішак · f3 білий пішак · g2 білий пішак · h2 білий король | f8 білий кінь · f7 чорний пішак · g7 чорний пішак · d6 білий ферзь · g6 чорний слон · h6 чорний король · f5 чорний ферзь · h5 чорний пішак · h4 білий пішак · a3 білий пішак · c3 чорний пішак · f3 білий пішак · g2 білий пішак · h2 білий король | f8 білий кінь · f7 чорний пішак · g7 чорний пішак · d6 білий ферзь · g6 чорний слон · h6 чорний король · f5 чорний ферзь · h5 чорний пішак · h4 білий пішак · a3 білий пішак · c3 чорний пішак · f3 білий пішак · g2 білий пішак · h2 білий король | f8 білий кінь · f7 чорний пішак · g7 чорний пішак · d6 білий ферзь · g6 чорний слон · h6 чорний король · f5 чорний ферзь · h5 чорний пішак · h4 білий пішак · a3 білий пішак · c3 чорний пішак · f3 білий пішак · g2 білий пішак · h2 білий король | f8 білий кінь · f7 чорний пішак · g7 чорний пішак · d6 білий ферзь · g6 чорний слон · h6 чорний король · f5 чорний ферзь · h5 чорний пішак · h4 білий пішак · a3 білий пішак · c3 чорний пішак · f3 білий пішак · g2 білий пішак · h2 білий король | f8 білий кінь · f7 чорний пішак · g7 чорний пішак · d6 білий ферзь · g6 чорний слон · h6 чорний король · f5 чорний ферзь · h5 чорний пішак · h4 білий пішак · a3 білий пішак · c3 чорний пішак · f3 білий пішак · g2 білий пішак · h2 білий король | 5 |
| 4 | f8 білий кінь · f7 чорний пішак · g7 чорний пішак · d6 білий ферзь · g6 чорний слон · h6 чорний король · f5 чорний ферзь · h5 чорний пішак · h4 білий пішак · a3 білий пішак · c3 чорний пішак · f3 білий пішак · g2 білий пішак · h2 білий король | f8 білий кінь · f7 чорний пішак · g7 чорний пішак · d6 білий ферзь · g6 чорний слон · h6 чорний король · f5 чорний ферзь · h5 чорний пішак · h4 білий пішак · a3 білий пішак · c3 чорний пішак · f3 білий пішак · g2 білий пішак · h2 білий король | f8 білий кінь · f7 чорний пішак · g7 чорний пішак · d6 білий ферзь · g6 чорний слон · h6 чорний король · f5 чорний ферзь · h5 чорний пішак · h4 білий пішак · a3 білий пішак · c3 чорний пішак · f3 білий пішак · g2 білий пішак · h2 білий король | f8 білий кінь · f7 чорний пішак · g7 чорний пішак · d6 білий ферзь · g6 чорний слон · h6 чорний король · f5 чорний ферзь · h5 чорний пішак · h4 білий пішак · a3 білий пішак · c3 чорний пішак · f3 білий пішак · g2 білий пішак · h2 білий король | f8 білий кінь · f7 чорний пішак · g7 чорний пішак · d6 білий ферзь · g6 чорний слон · h6 чорний король · f5 чорний ферзь · h5 чорний пішак · h4 білий пішак · a3 білий пішак · c3 чорний пішак · f3 білий пішак · g2 білий пішак · h2 білий король | f8 білий кінь · f7 чорний пішак · g7 чорний пішак · d6 білий ферзь · g6 чорний слон · h6 чорний король · f5 чорний ферзь · h5 чорний пішак · h4 білий пішак · a3 білий пішак · c3 чорний пішак · f3 білий пішак · g2 білий пішак · h2 білий король | f8 білий кінь · f7 чорний пішак · g7 чорний пішак · d6 білий ферзь · g6 чорний слон · h6 чорний король · f5 чорний ферзь · h5 чорний пішак · h4 білий пішак · a3 білий пішак · c3 чорний пішак · f3 білий пішак · g2 білий пішак · h2 білий король | f8 білий кінь · f7 чорний пішак · g7 чорний пішак · d6 білий ферзь · g6 чорний слон · h6 чорний король · f5 чорний ферзь · h5 чорний пішак · h4 білий пішак · a3 білий пішак · c3 чорний пішак · f3 білий пішак · g2 білий пішак · h2 білий король | 4 |
| 3 | f8 білий кінь · f7 чорний пішак · g7 чорний пішак · d6 білий ферзь · g6 чорний слон · h6 чорний король · f5 чорний ферзь · h5 чорний пішак · h4 білий пішак · a3 білий пішак · c3 чорний пішак · f3 білий пішак · g2 білий пішак · h2 білий король | f8 білий кінь · f7 чорний пішак · g7 чорний пішак · d6 білий ферзь · g6 чорний слон · h6 чорний король · f5 чорний ферзь · h5 чорний пішак · h4 білий пішак · a3 білий пішак · c3 чорний пішак · f3 білий пішак · g2 білий пішак · h2 білий король | f8 білий кінь · f7 чорний пішак · g7 чорний пішак · d6 білий ферзь · g6 чорний слон · h6 чорний король · f5 чорний ферзь · h5 чорний пішак · h4 білий пішак · a3 білий пішак · c3 чорний пішак · f3 білий пішак · g2 білий пішак · h2 білий король | f8 білий кінь · f7 чорний пішак · g7 чорний пішак · d6 білий ферзь · g6 чорний слон · h6 чорний король · f5 чорний ферзь · h5 чорний пішак · h4 білий пішак · a3 білий пішак · c3 чорний пішак · f3 білий пішак · g2 білий пішак · h2 білий король | f8 білий кінь · f7 чорний пішак · g7 чорний пішак · d6 білий ферзь · g6 чорний слон · h6 чорний король · f5 чорний ферзь · h5 чорний пішак · h4 білий пішак · a3 білий пішак · c3 чорний пішак · f3 білий пішак · g2 білий пішак · h2 білий король | f8 білий кінь · f7 чорний пішак · g7 чорний пішак · d6 білий ферзь · g6 чорний слон · h6 чорний король · f5 чорний ферзь · h5 чорний пішак · h4 білий пішак · a3 білий пішак · c3 чорний пішак · f3 білий пішак · g2 білий пішак · h2 білий король | f8 білий кінь · f7 чорний пішак · g7 чорний пішак · d6 білий ферзь · g6 чорний слон · h6 чорний король · f5 чорний ферзь · h5 чорний пішак · h4 білий пішак · a3 білий пішак · c3 чорний пішак · f3 білий пішак · g2 білий пішак · h2 білий король | f8 білий кінь · f7 чорний пішак · g7 чорний пішак · d6 білий ферзь · g6 чорний слон · h6 чорний король · f5 чорний ферзь · h5 чорний пішак · h4 білий пішак · a3 білий пішак · c3 чорний пішак · f3 білий пішак · g2 білий пішак · h2 білий король | 3 |
| 2 | f8 білий кінь · f7 чорний пішак · g7 чорний пішак · d6 білий ферзь · g6 чорний слон · h6 чорний король · f5 чорний ферзь · h5 чорний пішак · h4 білий пішак · a3 білий пішак · c3 чорний пішак · f3 білий пішак · g2 білий пішак · h2 білий король | f8 білий кінь · f7 чорний пішак · g7 чорний пішак · d6 білий ферзь · g6 чорний слон · h6 чорний король · f5 чорний ферзь · h5 чорний пішак · h4 білий пішак · a3 білий пішак · c3 чорний пішак · f3 білий пішак · g2 білий пішак · h2 білий король | f8 білий кінь · f7 чорний пішак · g7 чорний пішак · d6 білий ферзь · g6 чорний слон · h6 чорний король · f5 чорний ферзь · h5 чорний пішак · h4 білий пішак · a3 білий пішак · c3 чорний пішак · f3 білий пішак · g2 білий пішак · h2 білий король | f8 білий кінь · f7 чорний пішак · g7 чорний пішак · d6 білий ферзь · g6 чорний слон · h6 чорний король · f5 чорний ферзь · h5 чорний пішак · h4 білий пішак · a3 білий пішак · c3 чорний пішак · f3 білий пішак · g2 білий пішак · h2 білий король | f8 білий кінь · f7 чорний пішак · g7 чорний пішак · d6 білий ферзь · g6 чорний слон · h6 чорний король · f5 чорний ферзь · h5 чорний пішак · h4 білий пішак · a3 білий пішак · c3 чорний пішак · f3 білий пішак · g2 білий пішак · h2 білий король | f8 білий кінь · f7 чорний пішак · g7 чорний пішак · d6 білий ферзь · g6 чорний слон · h6 чорний король · f5 чорний ферзь · h5 чорний пішак · h4 білий пішак · a3 білий пішак · c3 чорний пішак · f3 білий пішак · g2 білий пішак · h2 білий король | f8 білий кінь · f7 чорний пішак · g7 чорний пішак · d6 білий ферзь · g6 чорний слон · h6 чорний король · f5 чорний ферзь · h5 чорний пішак · h4 білий пішак · a3 білий пішак · c3 чорний пішак · f3 білий пішак · g2 білий пішак · h2 білий король | f8 білий кінь · f7 чорний пішак · g7 чорний пішак · d6 білий ферзь · g6 чорний слон · h6 чорний король · f5 чорний ферзь · h5 чорний пішак · h4 білий пішак · a3 білий пішак · c3 чорний пішак · f3 білий пішак · g2 білий пішак · h2 білий король | 2 |
| 1 | f8 білий кінь · f7 чорний пішак · g7 чорний пішак · d6 білий ферзь · g6 чорний слон · h6 чорний король · f5 чорний ферзь · h5 чорний пішак · h4 білий пішак · a3 білий пішак · c3 чорний пішак · f3 білий пішак · g2 білий пішак · h2 білий король | f8 білий кінь · f7 чорний пішак · g7 чорний пішак · d6 білий ферзь · g6 чорний слон · h6 чорний король · f5 чорний ферзь · h5 чорний пішак · h4 білий пішак · a3 білий пішак · c3 чорний пішак · f3 білий пішак · g2 білий пішак · h2 білий король | f8 білий кінь · f7 чорний пішак · g7 чорний пішак · d6 білий ферзь · g6 чорний слон · h6 чорний король · f5 чорний ферзь · h5 чорний пішак · h4 білий пішак · a3 білий пішак · c3 чорний пішак · f3 білий пішак · g2 білий пішак · h2 білий король | f8 білий кінь · f7 чорний пішак · g7 чорний пішак · d6 білий ферзь · g6 чорний слон · h6 чорний король · f5 чорний ферзь · h5 чорний пішак · h4 білий пішак · a3 білий пішак · c3 чорний пішак · f3 білий пішак · g2 білий пішак · h2 білий король | f8 білий кінь · f7 чорний пішак · g7 чорний пішак · d6 білий ферзь · g6 чорний слон · h6 чорний король · f5 чорний ферзь · h5 чорний пішак · h4 білий пішак · a3 білий пішак · c3 чорний пішак · f3 білий пішак · g2 білий пішак · h2 білий король | f8 білий кінь · f7 чорний пішак · g7 чорний пішак · d6 білий ферзь · g6 чорний слон · h6 чорний король · f5 чорний ферзь · h5 чорний пішак · h4 білий пішак · a3 білий пішак · c3 чорний пішак · f3 білий пішак · g2 білий пішак · h2 білий король | f8 білий кінь · f7 чорний пішак · g7 чорний пішак · d6 білий ферзь · g6 чорний слон · h6 чорний король · f5 чорний ферзь · h5 чорний пішак · h4 білий пішак · a3 білий пішак · c3 чорний пішак · f3 білий пішак · g2 білий пішак · h2 білий король | f8 білий кінь · f7 чорний пішак · g7 чорний пішак · d6 білий ферзь · g6 чорний слон · h6 чорний король · f5 чорний ферзь · h5 чорний пішак · h4 білий пішак · a3 білий пішак · c3 чорний пішак · f3 білий пішак · g2 білий пішак · h2 білий король | 1 |
|   | a | b | c | d | e | f | g | h |   |

## Результати
|                        | 1 | 2 | 3 | 4 | 5 | 6 | 7 | 8 | 9 | 10 | 11 | 12 | 13 | 14 | 15 | 16 | 17 | 18 | 19 | 20 | 21 | 22 | 23 | 24 | Очки |
| ---------------------- | - | - | - | - | - | - | - | - | - | -- | -- | -- | -- | -- | -- | -- | -- | -- | -- | -- | -- | -- | -- | -- | ---- |
| Анатолій Карпов (СРСР) | ½ | ½ | ½ | 0 | 1 | ½ | ½ | 0 | ½ | ½  | ½  | ½  | ½  | 0  | ½  | 0  | 1  | 1  | 1  | ½  | ½  | 0  | ½  | ½  | 11½  |
| Гаррі Каспаров (СРСР)  | ½ | ½ | ½ | 1 | 0 | ½ | ½ | 1 | ½ | ½  | ½  | ½  | ½  | 1  | ½  | 1  | 0  | 0  | 0  | ½  | ½  | 1  | ½  | ½  | 12½  |